# Холодная синагога (Минск)
Холо́дная (Больша́я) синагога (ди калтэ шул) — не сохранившаяся синагога в Минске в районе современной улицы Немиги.

## История
Здание Большой (Холодной) синагоги было возведено в 1570 году на холме с уклоном к улице Немиге. Предполагается, что в нём находилась православная церковь, и только в 1796 году здание было выкуплено еврейской общиной, перестроено и отремонтировано. Однако в архитектурном отношении это строение изначально было характерным для синагог той эпохи.
Эта синагога считается самой старинной в Минске. Она не использовалась как место учёбы и поэтому не отапливалась, отчего и получила название «Холодной».
В 1896 году Московское археологическое общество обратилось к минскому губернатору Н. Н. Трубецкому с просьбой «приказать снять план с еврейской синагоги г. Минска, которая, как значится в делах общества, была обращена в синагогу только в 1796 году из православной церкви бывшего Петропавловского женского монастыря». План синагоги, расположенной на Школьной улице, которая вела с улицы Немигской на Соборную площадь, был вычерчен и отослан в Москву, где хранится в историческом архиве. Вопрос о прежней принадлежности здания остаётся невыясненным, потому что документы об этом до настоящего времени не найдены.
В 1930 году синагогу закрыли.
В 1944 году, после освобождения Минска от немецкой оккупации, синагогу на непродолжительное время снова передали верующим евреям.
В 1965 году синагогу снесли в ходе реконструкции этого района Минска.
В 2001 году на месте синагоги началось строительство паркинга, минская еврейская община предложила восстановить ее, но главный архитектор Минска решил поставить только памятный знак.
В 2018 году слева от торгового центра по адресу Немига-3 была установлена мемориальная таблица с текстами на белорусском и английском языках, кратко излагающими историю синагоги.

## Архитектура
Каменные синагоги на территории Беларуси того периода в силу исторических условий предназначались не только для сакральных действий, но служили и оборонительным целям. Поэтому для таких синагог, в том числе и для Холодной, характерны черты оборонительной архитектуры:
- строгий прямоугольный, близкий к кубу объём,
- фланкирующие углы башни с окнами-бойницами в несколько ярусов,
- аттиковый этаж, который использовался для обороны,
- стены укреплены контрфорсами по углам или в простенках,
- высокие арочные окна,
- бойницы и ниши.

В архитектурном отношении как внешний вид здания, так и его внутренняя структура представляли типичной образец синагогальной постройки конца XVI — начала XVII веков. Углы и простенки одноэтажного, прямоугольного строения с толстыми стенами были укреплены контрфорсами. В основном объёме здания располагались высокие арочные окна, окна женской половины были небольшими прямоугольными.